# Bothriechis supraciliaris
Bothriechis supraciliaris là một loài rắn trong họ Rắn lục. Loài này được Taylor mô tả khoa học đầu tiên năm 1954.

## Hình ảnh

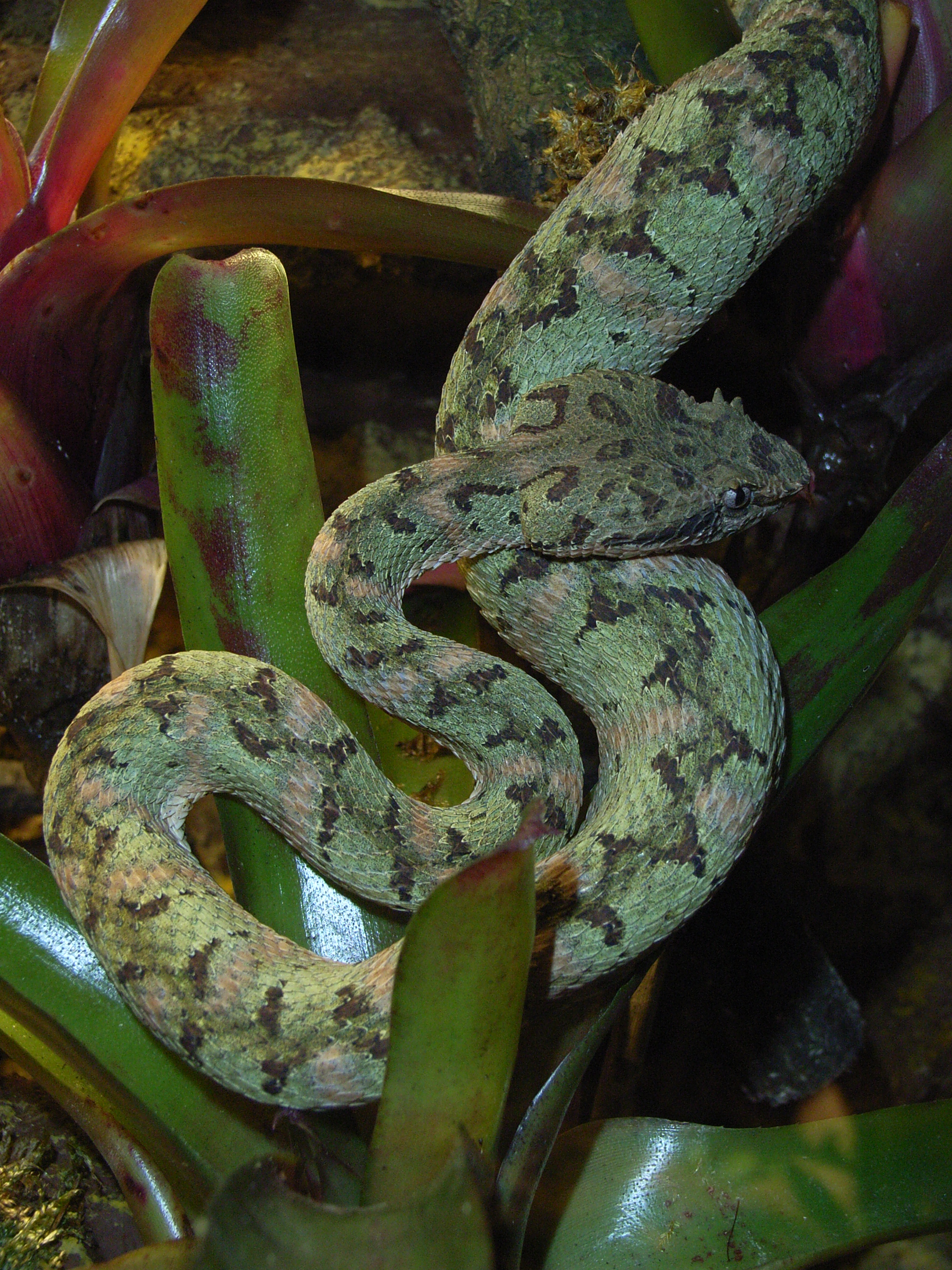
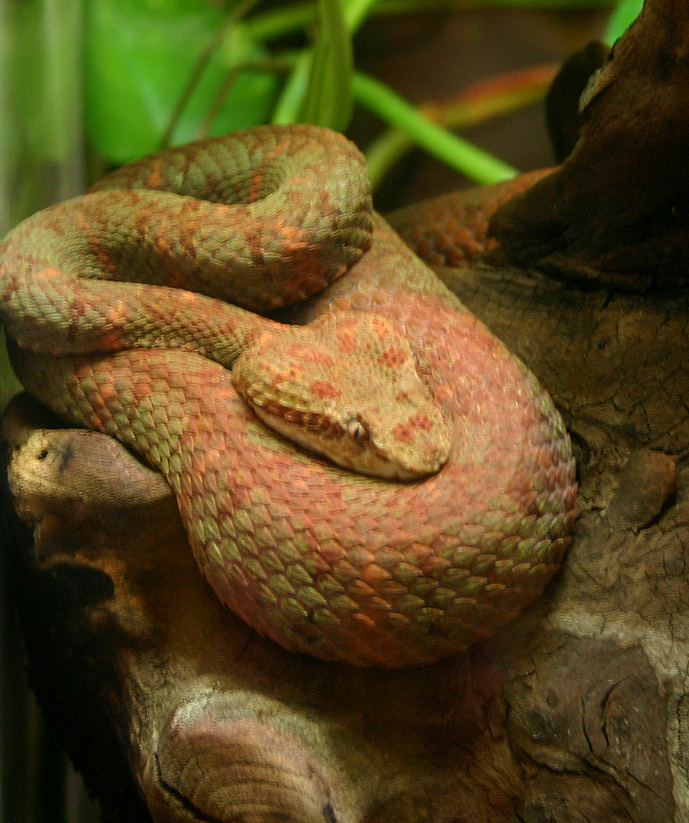
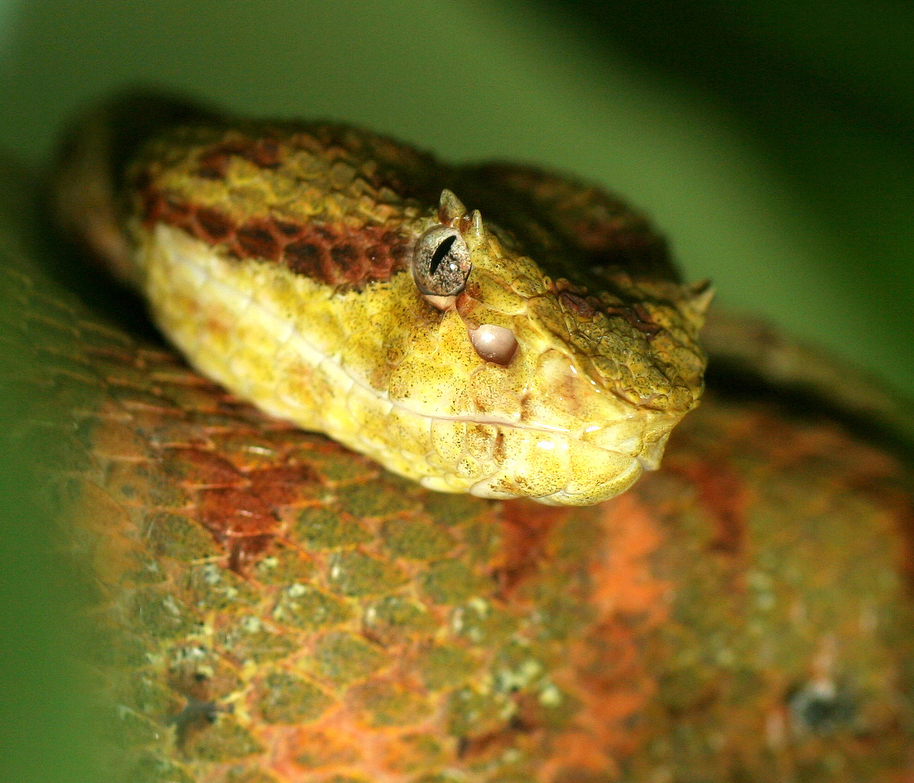
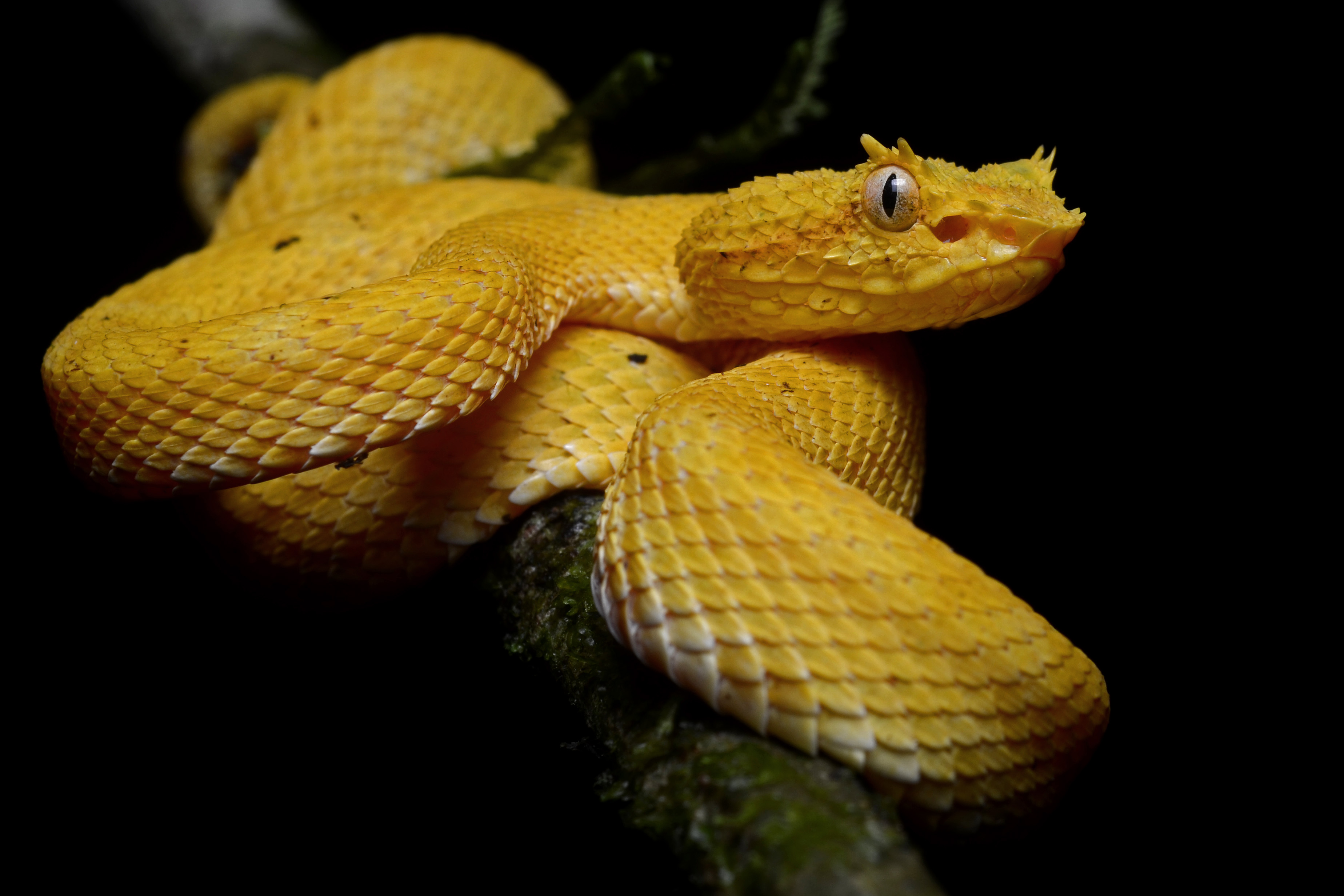